# New York Herald
New York Herald – wysokonakładowa gazeta codzienna wydawana w Nowym Jorku w latach 1835–1924.